# فاليري بغانبا
فاليري رامشوخوفيتش بغانبا (بالروسية: Валерий Рамшухович Бганба)‏؛ (و. 26 أغسطس 1953-) سياسي أبخازي، ورئيس أبخازيا بالإنابة منذ 13 يناير 2020 حتى 23 أبريل 2020، ويشغل منصب رئيس وزراء أبخازيا منذ 18 سبتمبر 2018. وقبل ذلك كان رئيس مجلس الشعب في أبخازيا من عام 2012 حتى عام 2017. تم انتخابه رئيسًا في 3 أبريل 2012  وخلفه فاليري كفارتشيا في 12 أبريل 2017. في 1 يونيو عام 2014 أصبح بغانبا رئيسا بالإنابة، بعد استقالة ألكساندر أنكفاب بسبب الأزمة السياسية الأبخازية 2014، واستمر حتى 25 سبتمبر 2014، حيث تم تنصيب راؤول خاجيمبا، رئيسًا بعد فوزه في الانتخابات الرئاسية في 24 أغسطس.

## النشأة
ولد فاليري بغانبا في 26 أغسطس 1953 في قرية بزيب في منطقة غاغرا. بين عامي 1971 و1976 التحق بمعهد كوبان للزراعة.